# Arenga pinnata
La palma da zucchero (Arenga pinnata (Wurmb) Merr., 1917) è una pianta della famiglia delle Arecacee, nativa dell'Asia tropicale. È conosciuta anche come palma dalla fibra nera, palma Gomuti, aren, irok, e kaong.

## Descrizione
È una palma di medie dimensioni, che può crescere fino a 20 m in altezza, con il tronco coperto dallo strato di foglie invecchiate che non cadono. Le foglie sono lunghe tra 6 e 12 m, larghe, pinnate, con le pinne disposte in 1-6 file, lunghe 40–70 cm e larghe 5 cm. Il frutto ha un diametro di circa 7 cm e contiene da due a tre semi.

## Distribuzione e habitat
L'areale della specie si estende dall'India, attraverso la penisola indocinese, sino alla Malaysia, l'Indonesia, e le Filippine.

## Conservazione
Non è una specie minacciata, sebbene sia localmente rara in alcune zone.
Costituisce una parte importante della dieta di diverse specie in pericolo, come ad esempio, i ratti del genere Phloeomys.

## Usi
La linfa viene raccolta per scopi commerciali nel Sud-est asiatico, in quanto contiene uno zucchero, conosciuto in India come Jaggery o gur, e può essere fatta fermentare per produrre vino e aceto.
Dal tronco si ricava amido in notevole quantità (ogni tronco può contenere fino a 75 kg di amido).
Le foglie sono utilizzate come materiale economico per i tetti e i muri delle abitazioni mentre le loro coste sono usate per fabbricare scope e canestri.
Le fibre, chiamate doh, gomuti o cabonegro, servono per produrre spazzole e corde molto durature e resistenti.
Il frutto, infine, è edule ma deve essere opportunamente preparato prima della consumazione a causa della causticità del succo e della polpa.

## Avversità
Uno dei più temibili parassiti di questa pianta è il Rhynchophorus ferrugineus, noto come punteruolo rosso delle palme. Si tratta di un coleottero curculionide originario dell'Asia, recentemente propagatosi in Medio Oriente e successivamente a tutto il bacino del Mediterraneo, rivelatosi resistente a tutti i mezzi di controllo convenzionali.